# تا زمانی که ابرها کنار بروند
تا زمانی که ابرها کنار بروند (انگلیسی: Till the Clouds Roll By) یک فیلم موزیکال آمریکایی است که در سال ۱۹۴۶ منتشر شد.

## بازیگران
- رابرت واکر در نقش جروم کرن
- جودی گارلند در نقش مریلین میلر
- پال لنگتون در نقش اسکار همرستاین دوم
- جون الیسون
- لوسیل برمر
- کاترین گریسون
- وان هفلین
- لنا هورن
- ون جانسون
- آنجلا لنسبوری
- تونی مارتین
- داینا شور
- فرانک سیناترا
- گور چمپیون
- سید شریس
- آنجلا لنسبوری
- ری مک‌دونالد
- ویرجینیا اوبراین
- ماری نش
- هری هیدن
- ویکتور هربرت
- بایرون فولگر
- کاترین گریسون
- استر ویلیامز (حضور افتخاری)
- سالی فارست (حضور افتخاری)
- جیمز فینلیسون (نامش در عنوان‌بندی فیلم نیامده)